# گوستاوو آیون
گوستاوو آیون (انگلیسی: Gustavo Ayón؛ زادهٔ ۱ آوریل ۱۹۸۵) یک بازیکن بسکتبال اهل مکزیک است. از باشگاه‌هایی که در آن بازی کرده‌است می‌توان به میلواکی باکس، نیو اورلینز پلیکانز، و اورلاندو مجیک اشاره کرد.